# Hedychium rubrum
Hedychium rubrum là một loài thực vật có hoa trong họ Gừng. Loài này được A.S.Rao & D.M.Verma mô tả khoa học đầu tiên năm 1969.